# ATPasen
ATPasen (Kurzform von Adenosintriphosphatasen) sind Enzyme, die ATP in ADP und Phosphat aufspalten können. Bei dieser Hydrolyse wird Energie frei, die vom Enzym genutzt werden kann, um eine andere Reaktion zu treiben. Verschiedene ATPasen fördern so den Transport von Ionen, Bewegung von Muskelfasern oder verschiedene Reaktionen des Energiestoffwechsels. ATPasen kommen in allen Lebewesen vor. Manche ATPasen sind Membranproteine. Diese membranständigen ATPasen sind in einem eigenen Artikel dargestellt.
Weitere Beispiele für ATPasen sind:
- Natrium-Kalium-ATPase
- Dynein
- Myosin
- Phosphofructokinase

## Katalysierte Reaktion
{\displaystyle \rightleftharpoons }   + Pi + H2O  

## Verallgemeinerung
Allgemein spricht man von NTPasen, wenn sie irgendwelche Nukleosid-Triphosphate (NTP) in die entsprechenden Diphosphate (NDP) und Phosphat aufspalten können. Beispiele finden sich bei Viren wie dem Gelbfieber-Virus und dem Haloarcula-Virus HHPV1.